# 栋勒梅尼勒
栋勒梅尼勒（法語：Dom-le-Mesnil，法語發音：[dɔ̃ lə menil]）是法国大東部大區阿登省的一个市镇，属于沙勒维尔-梅济耶尔区。

## 地理
栋勒梅尼勒（49°41'22"N, 4°48'26"E）面积7.99 平方千米，位于法国大東部大區阿登省，该省份为法国北部内陆省份，西接埃纳省，南至马恩省，东临默兹省，北与比利时接壤。
与栋勒梅尼勒接壤的市镇（或旧市镇、城区）包括：阿诺涅圣马丹、默兹河畔努维永、萨波涅和弗谢尔、巴尔河畔维莱、弗里涅默兹、弗利兹。
栋勒梅尼勒的时区为UTC+01:00、UTC+02:00（夏令时）。

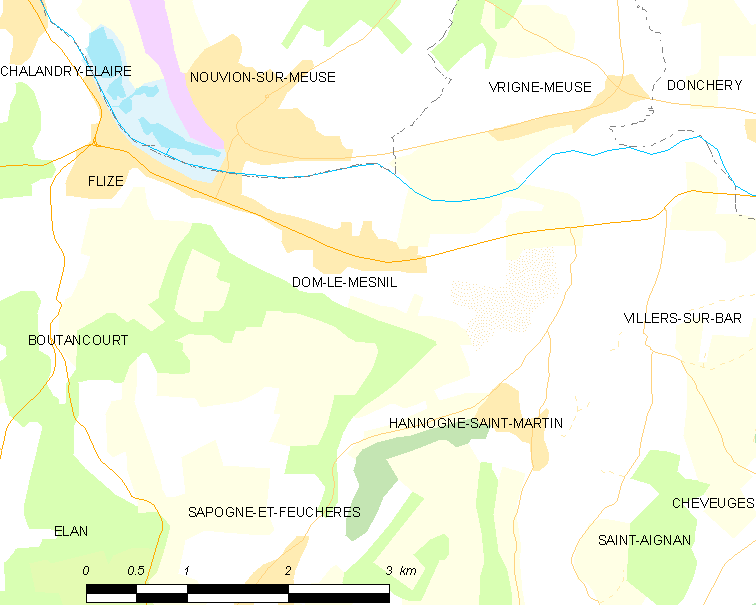
栋勒梅尼勒的OSM定位图

## 行政
栋勒梅尼勒的邮政编码为08160，INSEE市镇编码为08140。

## 政治
栋勒梅尼勒所属的省级选区为默兹河畔努维永县。

## 人口

1962-2008年间栋勒梅尼勒人口变化图示

栋勒梅尼勒于2022年1月1日时的人口数量为1053人。